# Мейер, Марина Николаевна
Марина Николаевна Мейер (1927—2001) — советский, российский зоолог, териолог, доктор биологических наук, видный специалист в области систематики и таксономии грызунов.

## Биография
Родилась 27 декабря 1927 года в г. Ленинград.
- 1946—1951 — студентка, Ленинградский государственный университет (ЛГУ), г. Ленинград,
- 1951—1953 — лаборант ВНИИ защиты растений (ВИЗР), г. Ленинград,
- 1953—1956 — аспирант ВИЗР, г. Ленинград,
- 1956—1962 — младший научный сотрудник ВИЗР, г. Ленинград,
- 1962—2001 — младший научный сотрудник, старший научный сотрудник, ведущий научный сотрудник ЗИН РАН (АН СССР), г. Санкт-Петербург (Ленинград),
- 1956 — кандидат биологических наук; тема диссертации: «Критерии возраста малого суслика (Citellus pygmaeus Pall.) и их использование в экологических исследованиях».
- 1984— доктор биологических наук; тема диссертации: «Комплексный таксономический анализ в систематике грызунов на примере серых полёвок (род Microtus)» фауны СССР.

Умерла 2 января 2001 года в г. Санкт-Петербурге. Похоронена на Южном кладбище.
Среди её учеников — кандидаты биологических наук: Голенищев Ф. Н, Маликов В. Г., Фейгин Г. Г.

## Вклад в науку
Выдающимся научным достижением М. Н. Мейер (совместно с В. Н. Орловым и Е. Д. Схоллем (E. D. Skholl)) можно считать выделение  восточно-европейской полёвки Microtus rossiaemeridionalis Ognev, 1924 с диплоидным числом хромосом 2n=54 как вида-двойника обыкновенной полёвки Microtus arvalis Pallas, 1778 (2n=46). В своей работе успешно применяла комплексный таксономический анализ с использованием методов морфологии, морфометрии, сравнительной цитогенетики, молекулярной генетики и экспериментальной гибридизации близкородственных форм грызунов неясного таксономического статуса. Многолетние полевые и экспериментальные исследования проводились на основе совместной работы с учёными из других институтов, в том числе зарубежных. Благодаря самоотверженному труду М. Н. Мейер группа серых полёвок «arvalis» (Rodentia, Microtus) стала одной из модельных для реконструкции процессов видообразования. Многие исследователи использовали и продолжают использовать эту ценную модель для углубленных эволюционных, филогенетических и генетических исследований.
Энтузиазм, глубокие биологические знания о содержании и разведении животных в неволе, умение делать это на профессиональном уровне позволили Марине Николаевне организовать в Зоологическом институте РАН (Санкт-Петербург) один из лучших в стране вивариев. Кроме разведения грызунов, — постоянных объектов её многолетних экспериментальных исследований, она увлекалась содержанием и разведением самых разнообразных животных: от рыб, амфибий и птиц — до обезьян разных видов.

## Основные труды
- Гладкина Т. С., Мейер М. Н. Влияние экологических условий и истребительных мероприятий на возрастной состав популяции малого суслика // Труды ВИЗР. 1958, вып. 12. Л., с. 189—200.
- Гладкина Т. С., Мейер М. Н., Мокеева Т. М. Морфо-физиологические особенности двух подвидов степной пеструшки (Lagurus lagurus abacanicus Serebr. и L. l. agressus Serebr.) // Зоол. журн. 1962. Т. 41, вып. 2, с. 260—274.
- Гладкина Т. С., Мейер М. Н. Влияние летних условий на состояние степной пеструшки и узкочерепной полёвки в Северном Казахстане // Труды ВИЗР. 1963, вып. 18. Л., с. 152—174.
- Гладкина Т. С., Мейер М. Н., Мокеева Т. М. Внутривидовая изменчивость степной пеструшки и её приспособительное значение // Труды ВИЗР. 1963, вып. 18. Л., с. 123—151.
- Громов И. М., Бибиков Д. И., Калабухов Н. И., Мейер М. Н. Наземные беличьи (Marmotinae) // Фауна СССР. Млекопитающие. — М.—Л.: Издательство АН СССР, 1965. — Т. 3, вып. 2. — (Новая серия № 92).
- Гладкина Т. С., Мейер М. Н., Мокеева Т. М. Особенности размножения и развития трех подвидов степной пеструшки (Lagurus lagurus) и их гибридизация // Внутривидовая изменчивость наземных позвоночных животных и микроэволюция. 1966. Свердловск, с. 203—215.
- Мейер М. Н. Особенности размножения и развития джунгарских хомячков (Phodopus sungorus Pall.) разных географических популяций // Зоол. журн. 1967. Т. 46, вып. 4, с. 604—614.
- Meyer M., Jordan M., Walknowska J. Karyosystematic study of some Microtus species // Folia biol. (Polska). 1967. Vol. 15, № 3. P. 251—264.
- Мейер М. Н. Комплексный таксономический анализ вида на примере некоторых форм серых полёвок (род Microtus) // Зоол. журн. 1968. Т. 47, вып. 6, с. 850—859.
- Мейер М. Н., Орлов В. Н., Схолль Е. Д. Виды-двойники в группе Microtus arvalis (Rodentia, Cricetidae) // Зоол. журн. 1972. Т. 51, вып. 5, с. 724—738.
- Mejer M. N., Moros J. M., Orlov V. N., Skholl E. D. Zwillingsarten der Feldmaus Microtus arvalis (Pall.) // Mitt. Zool. Mus. 1973. Berlin. Bd. 49. H. 2. S. 387—402.
- Мейер М. Н. Систематика и внутривидовая изменчивость серых полёвок Дальнего Востока // Тр. Зоол. ин-та АН СССР. 1978. Л. Т. 75, с. 3-62.
- Мейер М. Н. Закаспийская (Microtus transcaspicus Satunin, 1905) и киргизская (Microtus kirgisorum Ognev, 1950) полёвки Средней Азии и Казахстана (опыт комплексного таксономического анализа) // Тр. Зоол. ин-та АН СССР. 1980. Л. Т. 99, с. 3-61.
- Мейер М. Н., Грищенко Т. А., Зыбина Е. В. Экспериментальная гибридизация как метод изучения степени дивергенции близких видов полёвок рода Microtus // Зоол. журн. 1981. Т. 60, вып. 2, с. 290—300.
- Мейер М. Н., Раджабли С. И., Булатова Н. Ш., Голенищев Ф. Н. Кариологические особенности и вероятные родственные связи полевок группы «arvalis» (Rodentia, Cricetidae) // Зоол. журн. 1985. Т. 64, 3, с. 417—428.
- Мейер М. Н., Дитятев А. А. Применение линейного дискриминатного анализа в диагностике видов-двойников обыкновенной полёвки (Rodentia, Microtus) // Зоол. журн. 1989. Т. 68, вып. 7, с. 119—129.
- Маликов В. Г., Мейер М. Н. Особенности размножения и постнатального онтогенеза горных и равнинных видов полёвок // Тр. Зоол. ин-та АН СССР. 1990. Л. Т. 225, с. 23-33.
- Башенина Н. В., Мейер М. Н., Зоренко Т. А. Постнатальный период. Рост // Обыкновенная полёвка: виды-двойники. 1994. М., с. 253—265.
- Мейер М. Н., Голенищев Ф. Н., Раджабли С. И., Саблина О. В. Серые полёвки (подрод Microtus) фауны России и сопредельных территорий // Тр. Зоол. ин-та РАН. 1996. СПб. Т.232. 320 с.
- Мейер М. Н., Маликов В. Г. Особенности биологии и постнатального онтогенеза мышевидных хомячков (Cricetidae, Calomyscus) // Зоол. журн. 1996. Т. 75, вып. 12, с. 1852—1862.
- Мейер М. Н., Голенищев Ф. Н., Булатова Н. Ш., Артоболевский Г. В. Материалы к распространению двух хромосомных форм обыкновенной полёвки (Arvicolinae, Microtus) в европейской России // Зоол. журн. 1997. Т. 76. Вып. 4, с. 487—493.
- Лебедев В. С., Павлинов И. Я., Мейер М. Н., Маликов В. Г. Краниометрический анализ мышевидных хомячков рода Calomyscus Thomas, 1905) // Зоол. журн. 1998. Т. 77, вып. 6, с. 721—731.